# Sky Tower, Auckland
Sky Tower je telekomunikacijski in opazovalni stolp v Aucklandu na Novi Zelandiji. Stoji na vogalu ulic Victoria in Federal Street znotraj centra mesta, visok je 328 metrov, merjeno od nivoja tal do vrha jambora, zaradi česar je druga najvišja prostostoječa stavba na južni polobli, ki jo je prehitel Autograph Tower v Džakarti v Indoneziji in 28. najvišji stolp na svetu. Od dokončanja leta 1997 je stolp Sky Tower zaradi svoje višine in zasnove postal ikonična znamenitost na obzorju Aucklanda. Med letoma 1996 in 2022 je bil najvišja samostoječa stavba na južni polobli.
Stolp je del igralniškega kompleksa SkyCity Auckland, prvotno zgrajenega v letih 1994–1997 za Harrah's Entertainment. Več zgornjih nadstropij je dostopnih javnosti in pritegnejo povprečno 1150 obiskovalcev na dan (več kot 415.000 na leto).

## Javni objekti
Več zgornjih nadstropij stolpa Sky Tower je dostopnih javnosti:
- 50. nadstropje: Sky Cafe
- 51. nadstropje: glavna razgledna ploščad
- 52. nadstropje: Orbita 360° Dining
- 53. nadstropje: restavracija Sugar Club, SkyWalk in SkyJump
- 60. nadstropje: Sky Deck

V zgornjem delu stolpa sta dve restavraciji in kavarna; vključno z edino novozelandsko vrtljivo restavracijo, ki je 190 m od tal in se vsako uro obrne za 360 stopinj. Na voljo je tudi samopostrežni bife v slogu brasserie, ki je eno nadstropje nad glavnim nivojem observatorija. Ima tri opazovalne ploščadi na različnih višinah, od katerih vsaka ponuja 360-stopinjski pogled na mesto. Glavna opazovalna raven na 186 m ima 38 mm debele steklene dele talne obloge, ki omogočajo pogled naravnost proti tlem. Zgornja razgledna ploščad, imenovana Skydeck, je tik pod glavno anteno na 220 m in omogoča pogled do 82 km v daljavo.
Stolp omogoča tudi SkyJump, 192-metrski skok z opazovalne ploščadi, med katerim lahko skakalec doseže do 85 km/h (53 mph). Skok je nadzorovan z vodilno jeklenico, da prepreči trčenje skakalcev s stolpom v primeru sunkov vetra. Vzpon na del antenskega stebra (300 m višine) je možen tudi za turistične skupine, kot tudi sprehod po zunanjosti.

## Gradnja

### Zgodovina projekta
Stolp je bil zgrajen kot del igralnice Skycity. Začetna povzetka skupine Skycity Entertainment Group za projekt je bila, da potrebujejo stolp, ki je hkrati visokokakovostna turistična atrakcija in tržni telekomunikacijski objekt. Fletcher Construction je bil pogodbeni izvajalec projekta, medtem ko je inženirsko podjetje Beca Group zagotovilo vodenje projektiranja in usklajevanje, strukturne, geotehnične, gradbene, strojne, električne, vodovodne, razsvetljavne in požarne inženirske storitve. Harrison Grierson je opravljal geodetske storitve. Zasnoval ga je Gordon Moller iz biroja Craig Craig Moller Architects  in je prejel državno nagrado Novozelandskega inštituta arhitektov ter regionalne nagrade. The project architect was Les Dykstra. Arhitekt projekta je bil Les Dykstra. Gradnja je trajala dve leti in devet mesecev, stolp pa je bil odprt 3. avgusta 1997.

### Dejstva in številke
Stolp je zgrajen iz visokozmogljivega armiranega betona. Njegov jašek s premerom 12 metrov (ki vsebuje štiri dvigala in zasilno stopnišče) je podprt z osmimi 'nogami', ki temeljijo na 16 temeljnih pilotih, izvrtanih več kot 15 m globoko v lokalni peščenjak. Glavni jašek je bil zgrajen s pomočjo plezajočega opaža.
Zgornji nivoji so bili zgrajeni iz kompozitnih materialov, konstrukcijskega jekla, montažnega betona in armiranega betona, opazovalne ploščadi pa so oblečene v aluminij z modro/zelenim odsevnim steklom. Strukturno jekleno ogrodje podpira zgornjo konstrukcijo jambora. Med gradnjo je bilo uporabljenih 15.000 kubičnih metrov betona, 2000 ton jeklene armature in 660 ton konstrukcijskega jekla. Jambor tehta več kot 170 ton. Na mesto so ga morali dvigniti z žerjavom, pritrjenim na konstrukcijo, saj bi bilo pretežko, da bi ga dvignil helikopter. Za odstranitev žerjava je bilo treba izdelati še en žerjav, pritrjen na zgornji del konstrukcije Sky Towra, ki je razstavil velik žerjav in je bil nato razstavljen na dovolj majhne dele, da se prilegajo dvigalu.

### Varnost
Stolp je zasnovan tako, da vzdrži veter nad 200 km/h in zasnovan tako, da se zaniha do 1 metra v premočnih vetrovih. Kot varnostni ukrep imajo dvigala Sky Tower nameščeno posebno tehnologijo za zaznavanje gibanja (kot je zibanje zaradi močnega vetra) in samodejno upočasnijo. Če nihanje stavbe preseže vnaprej določene varnostne ravni, se dvigala vrnejo v pritličje in tam ostanejo, dokler močni vetrovi in nihanje stavbe ne popustijo.
Sky Tower je zgrajen tako, da prenese potres z magnitudo 8,0 v radiju 20 kilometrov. V nadstropjih 44, 45 in 46 so trije ognjevarni prostori za zatočišče v nujnih primerih, jašek osrednjega servisnega dvigala in stopnišča pa so tudi požarno varni.

## Telekomunikacije
Stolp se uporablja tudi za telekomunikacije in oddajanje z Auckland Peering Exchange (APE), ki so na nivoju 48. Antena na vrhu stolpa gosti največji FM kombinator na svetu, ki združuje 58 brezžičnih mikrovalovnih povezav, nameščenih nad vrhunsko restavracijo, za zagotavljanje številnih storitev. Ti vključujejo televizijo, brezžični internet, RT in storitve merjenja vremena.
Stolp je primarni radijski oddajnik FM v Aucklandu in je eden od štirih prizemnih televizijskih oddajnikov v Aucklandu, ki služijo območjem, ki jih ne pokriva glavni oddajnik v Waiatarui v gorovju Waitākere. Skupaj triindvajset FM radijskih postaj in šest digitalnih prizemnih televizijskih multipleksov oddaja s stolpa. Dva VHF analogna televizijska kanala, ki sta oddajala s stolpa, sta bila izklopljena v zgodnjih urah 1. decembra 2013 kot del prehoda Nove Zelandije na digitalno televizijo.

## Razsvetljava
SkyCity Auckland prižge Sky Tower v znak podpore številnim organizacijam in dobrodelnim organizacijam. SkyCity ima politiko razsvetljave in javnost je vabljena, da predlaga dodatne priložnosti v skladu s to politiko.

### Energetsko učinkovita razsvetljava
Zgornjo polovico stolpa Sky Tower osvetljuje energijsko učinkovita LED-razsvetljava, ki je maja 2009 nadomestila prvotne metalhalogenidne reflektorje. LED-diode lahko proizvedejo na milijone različnih barvnih kombinacij, ki jih upravlja krmilnik osvetlitve DMX. Prvotne luči so porabile 66 odstotkov več energije kot trenutni sistem LED. Spodnja polovica je ostala osvetljena s kovinskimi halogenidnimi žarnicami, dokler tudi te leta 2019 niso nadgradili na LED osvetlitev.